# The Millionaire Milkman
The Millionaire Milkman é um curta-metragem mudo do gênero drama de 1910 produzido pela Thanhouser Company. O enredo gira em torno de Jack Cass, um jovem milionário, que se apaixona por uma garota da sociedade chamada Clara Moore. Jack recebe uma carta advertindo-lhe sobre o real interesse de Clara, seu dinheiro, então ele decide acabar com as suspeitas fazendo com que os jornais anunciem sua loucura e sua falência. Clara o chama para confirmar a história e interrompe o noivado. May Dustin, a menina órfã que a família de Clara trata como serva, acaba simpatizando-se por Jack, e ele fica apaixonado por ela e se torna leiteiro apenas para vê-la todos os dias. Após o casamento, May descobre que Jack nunca perdeu sua fortuna. O elenco e equipe de produção são desconhecidos. O filme foi lançado em 16 de dezembro de 1910 e foi recebido com críticas mistas. Atualmente é considerado um filme perdido.

## Enredo
Embora o filme seja considerado perdido, há uma sinopse na The Moving Picture World de 17 de dezembro de 1910. Segundo a revista, "Clara Moore é uma menina da sociedade que conquistou Jack Cass, um jovem milionário. Ele acha que ela o ama, mas na verdade é o dinheiro dele que ela realmente ama. Avisado por uma carta, ele decide provar se o amor dela é verdadeiro. Uma das razões é que ele desaprova — secretamente — a maneira como Clara e sua mãe trataram uma pobre órfã, que ficou à disposição delas, que em vez de dar-lhe uma casa, fizeram-na de serva. Jack chama seu fiel valet e pede para ele dizer aos jornais publicarem que o milionário ficou louco e que perdera toda sua fortuna. Ao ler a notícia, Clara pergunta a Jack se é verdade e ele admite que sim, fazendo com que ela tira seu anel e diz que tudo acabou entre eles. Na verdade, a única pessoa na casa de Clara que mostra simpatia por Jack é a May Dustin. Jack quer vê-la mais vezes, e tem uma ideia do que fazer: compra o leiteiro que serve a família e, dessa forma, é capaz de encontrar-se com May todos os dias. Aos poucos eles vão se amando e May concorda em casar-se com ele, apesar de pensar que ele não tem nada no mundo senão um pequeno salário. Após o casamento, é lhe dito a verdade e descobre que seu marido tem dinheiro suficiente para satisfazer todos os seus desejos. Quanto a Clara, ela perdeu sua única chance de ganhar um milionário premiado".

## Produção
O escritor do enredo é desconhecido, mas provavelmente foi Lloyd Lonergan. Ele era um jornalista experiente que trabalhava no The New York Evening World enquanto escrevia roteiros para as produções da Thanhouser. O cineasta também é desconhecido, mas pode ter sido Barry O'Neil ou Lucius J. Henderson. Os cinegrafista que estavam em atividade na empresa neste período incluíam Blair Smith, Carl Louis Gregory e Alfred H. Moses, Jr., embora nenhum deles tiveram seus nomes citados (apesar de que os cinegrafistas não era creditados em produções em 1910). Os membros do elenco são desconhecidos, apesar que muitas produções da Thanhouser em 1910 eram fragmentadas. No final de 1910, Thanhouser deu papéis a importantes personalidades em seus filmes, que inclui G.W. Abbe, Justus D. Barnes, Frank Hall Crane, Irene Crane, Marie Eline, Violet Heming, Martin J. Faust, Thomas Fortune, George Middleton, Grace Moore, John W. Noble, Anna Rosemond e Sra. George Walters.
Este filme foi um dos primeiros que a produtora deu aos seus personagens os nomes Jack e May, usando-os posteriormente em várias produções. O historiador do cinema Quentin David Bowers afirma que o público que o assistiu não sabia os nomes dos protagonistas, tipo "deve ter se tornado uma piada de estúdio para decidir quem deveria interpretar Jack e quem deveria interpretar May. Na realidade, nomes como Jack e May foram usados em sinopses impressas para [quem a lesse tivesse noção de cada personagem], mas esses nomes geralmente não apareciam nas legendas do filme". O primeiro filme a usar o nome dos dois personagens principais foi Dots and Dashes (1910).

## Lançamento e recepção
O drama de carretel único, com aproximadamente 1.000 pés de comprimento, foi lançado em 16 de dezembro de 1910, e houve um teatro que o anunciou como comédia em vez de drama. O filme teve um amplo lançamento nacional, sendo apresentado em salas de cinemas de Kansas, Pensilvânia, Dakota do Sul e Arizona. Sua exibição na Singapura aconteceu em 1913.
O periódico New York Dramatic Mirror elogiou-lhe por sua boa realização, mas não recebeu muito bem o desempenho do ator que interpretou o leiteiro: "O estilo de romance [da escritora] Laura Jean Libbey é aqui apresentado com mais do que o habitual sucesso [...] A decisão de trabalhar com entrega de leite não foi convincente, e o leiteiro 'falou' demais na câmera, caso contrário o conteúdo não seria seriamente defeituoso em detalhes". The Moving Picture World deu uma avaliação positiva, concluindo que "a vida e a história que caracterizam as produções da Thanhouser estão presentes, enquanto a fotografia é satisfatória e ajuda a fazer um bom cenário".
Um filme de comédia com o mesmo título, mas com o enredo diferente, foi lançado pela Pathé Frères em 25 de dezembro de 1912.